# Lecanora microphaea
Lecanora microphaea är en lavart som beskrevs av Zahlbr. Lecanora microphaea ingår i släktet Lecanora och familjen Lecanoraceae.   Inga underarter finns listade i Catalogue of Life.